# جان المرأة
جان المرأة (بالإنجليزية: Joan the Woman) هو فيلم أبيض وأسود درامي ملحمي أمريكي صامت عام 1916 من إخراج سيسيل بي ديميل وبطولة جيرالدين فارار في دور جان دارك. حيث استلهم ضابط إنجليزي في الحرب العالمية الأولى في الليلة التي سبقت مهمة خطيرة من رؤية جان دارك، التي يستعيد قصتها من جديد.عُرض الفيلم لأول مرة في يوم عيد الميلاد عام 1916. كانت هذه أول دراما تاريخية للمخرج سيسيل ديميل. يعتمد السيناريو على مسرحية عذراء أورليان للكاتب المسرحى الألمانى فريدريش شيلر عام 1801، اعتبر هذا الفيلم "أول مشهد سينمائي عن جان دارك".
كان هذا أول فيلم يستخدم عملية تلوين الشريحة اليدوية لبعض المشاهد. هذه العملية ملحوظة بشكل خاص في مشهد حرق جان على الوتد، وقد أعطى استخدام اللونين الأحمر والأصفر تأثيرًا دراميًا متزايدًا. لا تزال نسخة من الفيلم موجودة. كانت الخطة الأصلية للفيلم جان المرأة هي أن تكون أول فيلمين أقصر وغير مرتبطين من بطولة جيرالدين فارار وإخراج ديميل. ومع ذلك ، في المراحل الأولى من التصوير في مايو 1916 ، أقنع المنتج جيسي لانسكي ديميل بدمج المجهودين في فيلم واحد أطول عن جوان دارك.

## ملخص الفيلم
يحلم ضابط بريطاني في الحرب العالمية الأولى بحياة جان دارك، يسحب الضابط سيفًا من جدار الخندق الذي يوجد فيه، وكان السيف ملكًا لجوان دارك. تستحضر إزالة السيف شبح جان ، مما يؤدي إلى سرد قصتها. ثم يتغير المكان إلى فرنسا حيث يتم سرد قصة جان دارك عن قيادتها للقوات الفرنسية إلى النصر وحرقها لاحقًا على الوتد، تنتهي القصة في الخندق حيث قرر الضابط الذهاب في مهمة انتحارية مستخدمًا قصة جان وسيفها كمصدر إلهام.

## روابط خارجية
- Joan the Woman (1916) على يوتيوب
- جان المرأة  في قاعدة بيانات الأفلام على الإنترنت (بالإنجليزية)
- جان المرأة في قاعدة بيانات تيرنر كلاسيك موفيز للأفلام.
- جان المرأة على موقع أول موفي.